# Ixodes ghilarovi
Ixodes ghilarovi este o specie de căpușe din genul Ixodes, familia Ixodidae, descrisă de Filippova și Panova în anul 1988. Conform Catalogue of Life specia Ixodes ghilarovi nu are subspecii cunoscute.